# SK Blāzma
SK Blāzma (łot. Sporta klubs "Blāzma") – łotewski klub piłkarski z siedzibą w Rzeżycy, grający w 2. līga.

## Historia
Chronologia nazw:
- 1950—1955: Dynamo Rzeżyca
- 1956—1964: Rzeżyca
- 1965—1988: Mašīnbūvētājs Rzeżyca
- 1989: Torpedo Rzeżyca
- 1990: Latgale Rzeżyca
- 1991: Strautmala Rzeżyca
- 1992—1996: PSK Vairogs
- 1997—2001: FK Rēzekne
- 2002—2006: SK Dižvanagi
- 2007—...: SK Blāzma

Klub został założony w 1950 jako Dynamo Rzeżyca. Uczestniczył w rozgrywkach niższych lig Mistrzostw ZSRR. Klub często zmieniał nazwy. W 1990 jako Latgale Rzeżyca startował w Mistrzostwach Łotwy. W 2006 jako SK Dižvanagi debiutował w Virslidze. Po sezonie nieobecności najwyższej lidze w 2008 ponownie wrócił do niej już jako SK Blāzma.